# São João Batista Decapitado (diaconia)
São João Batista Decapitado (em latim: S. Ioannis Baptistae Decollati) foi uma diaconia instituída em 29 de abril de 1969, pelo Papa Paulo VI. Foi supprimida em 2013. Sua igreja titular era San Giovanni Decollato.

## Titulares protetores
- Mario Nasalli Rocca di Corneliano (1969-1979); título pro illa vice (1979-1988)
- sede vacante (1988 - 2013)